# Stewart Guthrie
Stewart Graeme Guthrie (* 22. Dezember 1948 in Dunedin; † 13. November 1990 in Aramoana) war ein neuseeländischer Polizist im Range eines Sergeants, der beim Amoklauf von Aramoana erschossen wurde.

## Werdegang
Stewart Guthrie wuchs mit seinen Eltern und seinem älteren Bruder in Deborah Bay auf, einer kleinen Siedlung bei Port Chalmers in Otago. Er besuchte die Port Chalmers Primary School und die Otago Boys’ High School, ehe er im Alter von 16 Jahren in die Royal New Zealand Navy eintrat und auf den Schiffen Blackpool, Endeavour, Canterbury und Waikato seinen Dienst versah. 1967 heiratete er Sandra Hare und bekam mit ihr die drei Kinder Stewart (* 1970), Sara (* 1971), und Scott (* 1974).
Im Dezember 1974 verließ er die Navy und trat im Januar 1975 in die New Zealand Police ein, wo er anfangs in Auckland seinen Dienst verrichtete. 1985 wurde er zum Sergeant befördert und arbeitete anschließend in Dunedin und Port Chalmers. Er war darüber hinaus Mitglied der Sondereinheit Armed Offenders Squad.

## Amoklauf
Am 13. November 1990 erschoss David Malcolm Gray nach einem Nachbarschaftsstreit zwölf Einwohner der kleinen Küstensiedlung Aramoana bei Port Chalmers. Stewart Guthrie war der zu diesem Zeitpunkt einzige diensthabende Polizist in Port Chalmers und traf als einer der ersten am Tatort ein. Guthrie kannte den Amokläufer und war auch mit der Gegend um Aramoana vertraut. Zusammen mit einem Constable konnte er den Täter bei dessen Haus lokalisieren, in welchem dieser gerade Feuer legte. 
Sergeant Guthrie gab seine Langwaffe an den Constable ab und übernahm, nur mit seinem Dienstrevolver bewaffnet, die Sicherung der Rückseite des Hauses. Dort traf Guthrie auf den fliehenden Täter, konfrontierte ihn und feuerte einen Warnschuss ab, worauf der Täter das Feuer aus einem Sturmgewehr eröffnete und Guthrie tödlich verletzte. David Gray starb am nächsten Tag bei einem Schusswechsel mit Beamten der Spezialeinheit Special Tactics Group.

### Gedenken
Am 18. Februar 1992 wurde Stewart Guthrie posthum mit dem Georgs-Kreuz, der höchsten zivilen Auszeichnung für Tapferkeit im Vereinigten Königreich und den Commonwealth-Staaten, ausgezeichnet. Der Amoklauf wurde verfilmt und erschien 2006 unter dem Titel Out of the Blue – 22 Stunden Angst; Stewart Guthrie wird dabei vom neuseeländischen Schauspieler William Kircher verkörpert.
Eine Gedenkstätte in Aramoana erinnert an die Opfer des Amoklaufs, zudem wird Sergeant Guthrie im Polizeimuseum von Neuseeland gedacht.